# Indotyphlops albiceps
Indotyphlops albiceps — вид змій родини сліпунів (Typhlopidae). Мешкає в Південно-Східній Азії.

## Поширення і екологія
Indotyphlops albiceps мешкають в М'янмі, Таїланді і на Малайському півострові. Вони живуть у рівнинних тропічних лісах і садах. Ведуть риючий спосіб життя. Відкладають яйця.